# سكوت نورتن
سكوت نورتن (بالإنجليزية: Scott Norton)‏ هو مصارع محترف أمريكي، ولد في 15 يونيو 1961 في منيابولس في الولايات المتحدة.

## وصلات خارجية
- سكوت نورتن على موقع WrestlingData.com (الإنجليزية)
- سكوت نورتن على موقع CageMatch worker (الإنجليزية)
- سكوت نورتن على موقع قاعدة بيانات المصارعة على الإنترنت (الإنجليزية)
- سكوت نورتن على موقع عالم المصارعة على الإنترنت (الإنجليزية)
- سكوت نورتن على موقع IMDb (الإنجليزية)
- سكوت نورتن على موقع قاعدة بيانات الفيلم (الإنجليزية)